# Semnul șarpelui
Semnul șarpelui este un film românesc din 1982 regizat de Mircea Veroiu. Rolurile principale au fost interpretate de actorii Leopoldina Bălănuță, Ovidiu Iuliu Moldovan și Mircea Diaconu. Scenariul este bazat pe romanul Patima (1972) de Mircea Micu.

## Distribuție
Distribuția filmului este alcătuită din:
- Leopoldina Bălănuță — crâșmărița Ecaterina Handrabur
- Ovidiu Iuliu Moldovan — proscrisul Alimandru Roman, fost contrabandist
- Mircea Diaconu — Flondor, primarul comunist al comunei Otlaca
- Ion Vâlcu — contrabandistul Moșoarcă
- Dorel Vișan — vameșul Șofron Odoleanu
- Mircea Albulescu — „americanul” Bâscu
- Dorina Lazăr — destrăbălata Rusalina, sora lui Moșoarcă
- Costel Constantin — contrabandistul Dondoș
- Dan Nasta — rabinul Rispler
- Valeria Sitaru — Parasca, soția lui Simion și nora Ecaterinei
- Radu Gheorghe — diblașul
- Dinu Manolache — Simeon Handrabur, fiul Ecaterinei
- Valentin Teodosiu — comunistul Mâțu, omul lui Flondor
- Imola Gáspár — slujnica Ecaterinei Handrabur, care-i ține locul Parascăi în cârciumă
- Aristide Teică — plutonierul de jandarmi
- Vasile Ichim
- Petre Lupu — translatorul șvab Dringler / fratele lui Dringler
- Radu Panamarenco — prefectul comunist al județului
- Rodica Mandache — Mița, soția nebună a lui Odoleanu
- Petre Tanasievici
- Gheorghe Metzenrath
- Simion Hetea
- Dan Andrei Bubulici
- Niculae Niculescu
- Maria Junghietu
- Luminița Gheorghiu
- George Negoescu
- Mariana Strasser
- Mária Bodor
- Ion Pascu
- Boris Petroff

## Primire
Filmul a fost vizionat de 1.743.818 spectatori în cinematografele din România, după cum atestă o situație a numărului de spectatori înregistrat de filmele românești de la data premierei și până la data de 31 decembrie 2014 alcătuită de Centrul Național al Cinematografiei.